# Comté de Wyandot
Pour l’article ayant un titre homophone, voir Comté de Wyandotte.
Pour les articles homonymes, voir Wyandot.
Le comté de Wyandot – en anglais : Wyandot County – est un des 88 comtés de l'État de l'Ohio de l'État de l'Ohio, aux États-Unis.
Son siège est fixé à Upper Sandusky.

## Municipalités du comtés
- Marseilles
- Marseilles Township